# Charlemagne Tower, Jr.

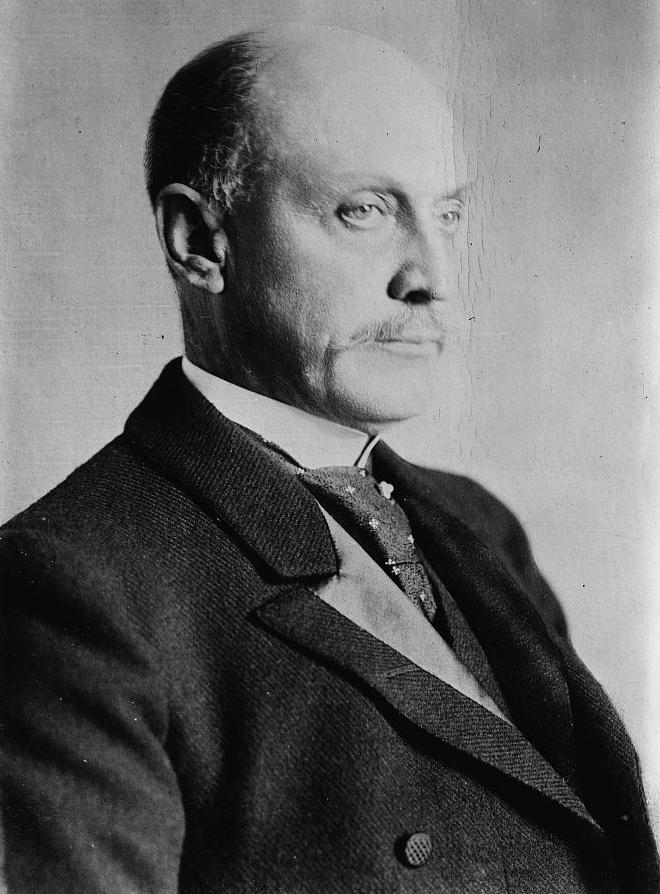
Charlemagne Tower, Jr.

Charlemagne Tower, Jr. (* 17. April 1848 in Philadelphia; † 23. Februar 1923 ebenda) war ein US-amerikanischer Unternehmer und Diplomat.

## Leben
Charlemagne Tower, Jr. war der Sohn des Unternehmers Charlemagne Tower, Sr. und dessen Frau Amelia Bartle, die ihm den Besuch der Phillips Exeter Academy, ein Studium an der Harvard University und anschließend eine jahrelange Bildungsreise durch Europa ermöglichten. Er kehrte 1876 in die Vereinigten Staaten zurück, legte 1878 erfolgreich sein juristisches Staatsexamen ab und nahm die Arbeit als Anwalt auf. Zudem fand er Anstellung in den Unternehmen seines Vaters, die er nach dessen Tod 1889 erbte. Nebenher veröffentlichte er 1895 The Marquis de La Fayette in the American Revolution, with Some Account of the Attitude of France toward the War of Independence, eine zweibändige Biographie des Marquis de Lafayette. 1914 folgte der Essayband Essays, Political and Historical zu Themen wie der Diplomatie als Beruf und der Monroe-Doktrin.
Tower ist für seine Arbeit als Diplomat bekannt. Während seiner Zeit im Foreign Service diente er an drei verschiedenen europäischen Kaiserhöfen: Er war von 1897 bis 1899 als Nachfolger Bartlett Tripps Botschafter in Österreich-Ungarn, von 1899 bis 1902 als Nachfolger Ethan A. Hitchcocks Botschafter im Russischen Kaiserreich und von 1902 bis 1908 als Nachfolger Andrew Dickson Whites Botschafter im Deutschen Kaiserreich. Seine dortige Lebensführung war von Opulenz geprägt. In seine Amtszeit fielen keine weitreichenderen diplomatischen Krisen. Seinem Zeitgenossen Joseph C. Grew zufolge war Tower unter seinen Kollegen geachtet; der damalige Präsident Theodore Roosevelt kritisierte ihn hingegen indirekt. Zu viele „obszön reiche“ amerikanische Botschafter setzten ihren Wohlstand mit diplomatischem Geschick gleich. Der Historiker Henry E. Mattox wertet Tower im Vergleich zu den meist amateurhaften US-amerikanischen Diplomaten dieser Zeit als erfahren und kompetent.
Zurück in Amerika arbeitete Tower erneut in der Wirtschaft und war Mitglied des board of trustees mehrerer Bildungseinrichtungen. Er wurde mehrfach geehrt, u. a. durch den russischen Alexander-Newski-Ordens und die Ernennung zur französischen Ehrenlegion.
1888 heiratete er Helen Smith, mit der er fünf Kinder hatte.